# Jean-Claude Girot
Pour les articles homonymes, voir Girot.
Jean-Claude Girot (né le 2 août 1952) est un champion et haut-gradé, français, de Kendo et co-importateur du Chanbara en France. 
Il est 7e Dan de Kendo (Il n'y a que trente 7e dan en France), 8e dan de Chanbara, 2e Dan de Iaidō et 1er Dan de Judo.
Il est le père de Alain Girot, 7e de Chanbara et 4e Dan de Kendo et de Céline Lecuyer 7e Dan de Chanbara, tous deux champions de Chanbara.
 Médaille de la jeunesse, des sports et de l'engagement associatif, or (2011). En 2011, en récompense à son dévouement à la cause sportive, il a reçu la médaille d’or de la jeunesse, des sports et de l'engagement associatif

## Chanbara
En 1994, quatre 7e Dan Français de Kendo (Kenichi Yoshimura, Claude Hamot, Claude Pruvost et Jean-Claude Girot) ont importé en France, au sein de la Française de Judo, Jujitsu, Kendo et Disciplines Rattachées, le Chanbara du Japon,.
L'idée était de rendre le kendo, aux règles strictes et nécessitant une tenue spéciale et coûteuse, plus accessible. Au Japon, le chanbara, version plus ludique, existait déjà depuis une vingtaine d'années.
En 1996, le Chanbara est rattaché à la Fédération française de judo via le comité national de kendo et disciplines rattachées (CNKDR).
Jean-Claude est à l’œuvre depuis 25 ans pour le développement du Chanbara en France. Il est actuellement conseiller technique du Chanbara et arbitre international.

## Palmarès de Kendo
- 8e Championnat d'Europe de Kendo (1987 à Malmö en suède)[7]
  - médaille de bronze en individuel
- 6e Championnat d'Europe de Kendo (1984 à Bruxelles)[7]
  - médaille de bronze en individuel
- 5e Championnat d'Europe de Kendo (1983 à Chambéry)[7]
  - médaille d'or en individuel

Il a été 5 fois champion d'Europe avec l’Équipe de France.
Il a été 5 fois champion de France individuel de Kendo (1979, 1980, 1982, 1983 et 1989).
Il a été 4 fois champion de France avec l'équipe de Maisons-Laffitte.

## Vie professionnelle
- Depuis 2014, Jean-Claude Girot est président de l’AFGNV[8]
- De 2016 à 2019, il a été le commissaire général du Mondial de l'automobile[9],[10], renommé Mondial Paris Motor Show en 2018. Il en avait été administrateur de 2009 à 2016.

## Armée et récompenses
- Chevalier de l'ordre national du Mérite. En 1997, Jean-Claude Girot a été nommé chevalier dans l’Ordre national du Mérite[11].
- En 2002, Jean-Claude Girot a été promu colonel de réserve de l'infanterie[12],[13]
- Chevalier de la Légion d'honneur. En 2006, Jean-Claude Girot a été nommé chevalier dans l’Ordre national de la Légion d'honneur[12],[14],[8]

## Interviews
- Sport
  - [vidéo] « Chambara: Lucie Bertaud part  à la rencontre du chanbara, de JeanClaude Girot et de Alain Girot », sur YouTube
- Professionnel
  - [vidéo] « AFGNV: Jean-Claude Girot, président de l’Association française du gaz naturel véhicules (AFGNV) », sur YouTube
  - [vidéo] « ANAutomobility - Interview - Jean-Claude Girot - Mondiaux Auto, Mobilité… Acte I - 02-2019 », sur YouTube